# Distretto di San Lorenzo (Perù)
Il distretto di San Lorenzo  è uno dei trentaquattro distretti della provincia di Jauja, in Perù. Si trova nella regione di Junín e si estende su una superficie di 22,15  chilometri quadrati.